# Edelpeck Borbála
Edelpeck Borbála (?, Stein an der Donau (ma Krems an der Donau része), Alsó-Ausztria – Klosterneuburg, 1495. február/március 9.), egyes források szerint Edelpock vagy Edelpöck, ragadványneve: Boroszlói Borbála, németül: Barbara Edelpöck/Edelpeck, I. Mátyás magyar király ágyasa és házasságon kívül született, de törvényesített fiának, Corvin Jánosnak az édesanyja.

## Élete
I. (Hunyadi) Mátyás magyar és cseh király Edelpeck Borbálával az 1470-es bécsi csúcstalálkozó alkalmával ismerkedett meg, ahol III. Frigyes táncmulatságokat rendezett. Mátyás ezután magával vitte Budára. 1473. április 2-án Budán megszületett a gyermekük, János, akit Borbála Besztercebányán kezdett el nevelni egy Mátyás királytól kapott házban egészen 1476-ig. 1476-ban Mátyás feleségül vette Aragóniai Beatrixot, és miután nem született gyermekük, 1479-ben elismerte törvényes fiának Corvin Jánost. Mátyásnak az egyetlen törvényes gyermeke, egy fiú az első feleségétől, Podjebrád Katalintól született 1464 februárjában, de röviddel a születése után meghalt az édesanyjával együtt.
Edelpeck Borbála 1476-ban férjhez ment Friedrich von Enzersdorfhoz, akitől további két gyermeke született, ami a végrendeletéből derült ki, viszont a nevük nem ismert, és a Mátyás által vásárolt várban, az alsó-ausztriai Enzersdorfban élt. Mátyást öt évvel túlélve 1495 februárjában vagy március 9-én hunyt el az alsó-ausztriai Klosterneuburgban.

## Gyermekei
- Férjétől, Friedrich von Enzersdorf (?–?) úrtól, 2 gyermek:
  - N. von Enzersdorf (1476 után–1495 után)
  - N. von Enzersdorf (1476 után–1495 után)
- Házasságon kívüli kapcsolatából I. (Hunyadi) Mátyás (1443–1490) magyar és cseh királytól, 1 fiú:
  - János (1473–1504),[4] Corvin János vagy Hunyadi János, herceg, magyar trónkövetelő, horvát–szlavón bán, felesége Frangepán Beatrix[5] (1480–1510), V. Alfonz aragón és nápolyi királynak, Aragóniai Beatrix királyné nagyapjának a dédunokája, 3 gyermek:
    - Corvin Erzsébet (1496–1508)
    - Corvin Kristóf (1499–1505)
    - Corvin Mátyás (1504–1505), utószülött, apja halála után jött a világra, de még csecsemőkorában, bátyja előtt meghalt.[6]